# Aire urbaine de Pont-l'Abbé
L'aire urbaine de Pont-l'Abbé est une aire urbaine française centrée sur l'unité urbaine de Pont-l'Abbé dans le Finistère. Composée de quatre communes, elle comptait 14 175 habitants en 2013.

## Composition
Composition

| Nom         | Code Insee | Statut | Superficie (km2) | Population (dernière pop. légale) | Densité (hab./km2) |
| ----------- | ---------- | ------ | ---------------- | --------------------------------- | ------------------ |
| Combrit     | 29037      |        | 24,13            | 4 271 (2022)                      | 177                |
| Île-Tudy    | 29085      |        | 1,26             | 745 (2022)                        | 591                |
| Pont-l'Abbé | 29220      |        | 18,21            | 8 403 (2022)                      | 461                |
| Tréméoc     | 29296      |        | 11,66            | 1 506 (2022)                      | 129                |